# Kai Wegner
Kai Wegner (Berlín Occidental, 15 de septiembre de 1972) es un político alemán de la Unión Demócrata Cristiana (CDU) que se desempeña como Alcalde Gobernante de Berlín desde 2023. Previamente fungió como miembro del Bundestag, el parlamento federal alemán, de 2005 a 2021. En 2019, se convirtió en presidente de la CDU en Berlín.

## Biografía
Wegner nació en 1972 en Berlín Occidental y se convirtió en vendedor de seguros.
Wegner se unió a la CDU en 1989 y se desempeñó como vicepresidente del partido en Berlín de 2000 a 2002.
Wegner fue miembro del Bundestag alemán desde 2005 hasta 2021, en representación del distrito de Spandau. En el parlamento, sirvió en el Comité de Asuntos Económicos y Energía desde 2005 hasta 2013 antes de pasar al Comité de Construcción, Vivienda, Desarrollo Urbano y Gobierno Local y al Comité de Medio Ambiente, Conservación de la Naturaleza y Seguridad Nuclear. En este cargo, fue portavoz de su grupo parlamentario en materia de edificación y vivienda desde 2018.
Desde 2011 hasta 2016, Wegner se desempeñó como secretario general de la CDU en Berlín, bajo la dirección del presidente Frank Henkel. En mayo de 2019 sucedió a Monika Grütters como presidente de la CDU en Berlín.
En octubre de 2020, Wegner anunció su candidatura a alcalde de Berlín en las elecciones estatales de 2021; finalmente perdió contra Franziska Giffey. Desde entonces, se ha desempeñado como presidente de su grupo parlamentario y, por lo tanto, como líder de la oposición.
Tras la victoria de la CDU en las elecciones estatales de Berlín de 2023, Wegner formó una gran coalición con el SPD y fue elegido Alcalde de Berlín el 27 de abril de ese año.